# Дияволи з Лудена (опера)
«Дияволи з Лудена» (нім. Die Teufel von Loudun) — опера на 3 дії польського композитора Кшиштофа Пендерецького, написана у 1969 році. Лібрето написане на основі драматизації Джона Уайтинга однойменного роману Олдоса Хакслі в німецькому перекладі Еріха Фріда.
Оперу було написано на замовлення Гамбурзької державної опери, прем'єра відбулася 20 червня 1969 року. У 1972 році опера була відредагована театральним режисером Казимежем Деймеком. Були додані дві нові сцени, з першого акту деякі були виключені, а сам він був значно змінений.

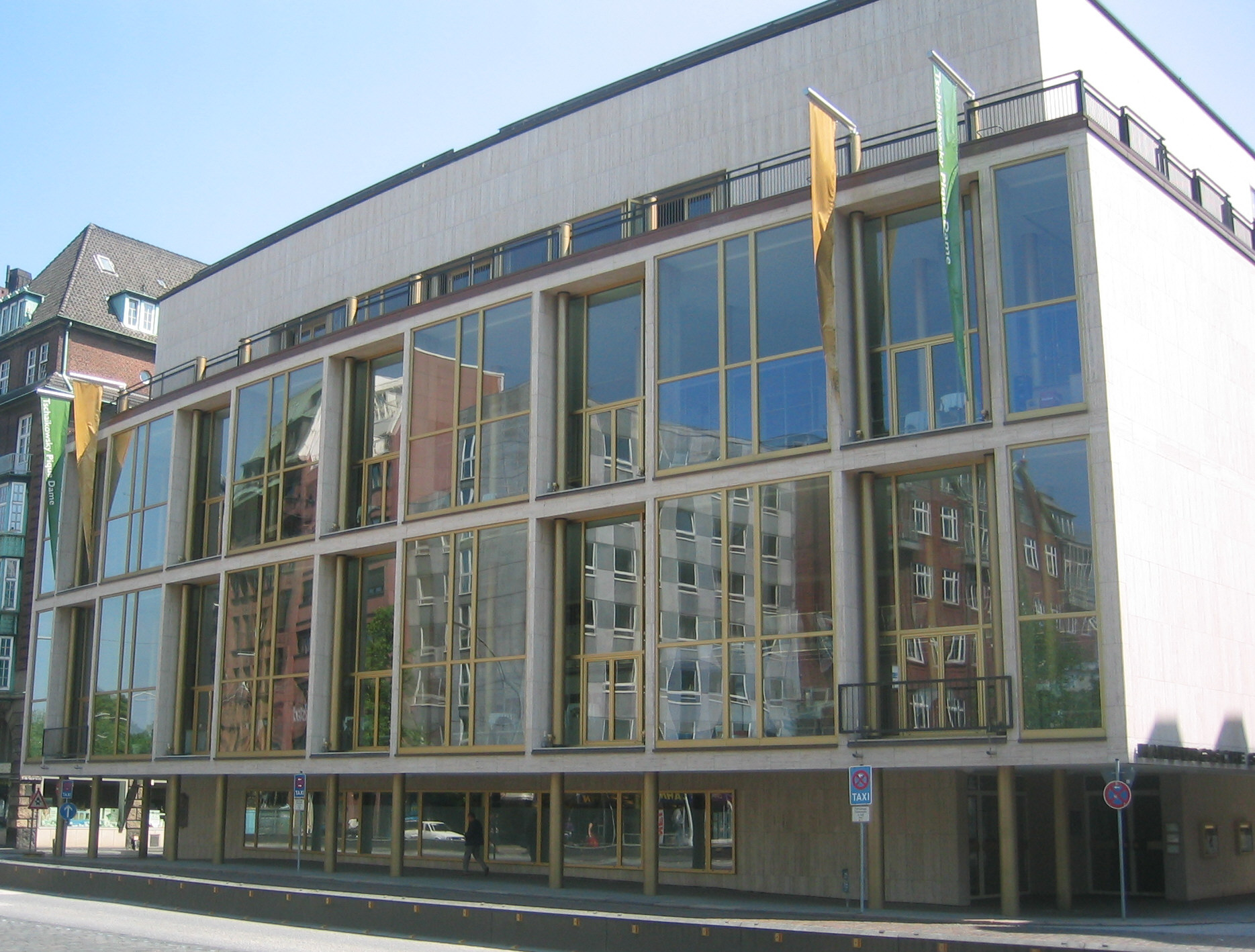
Гамбурзька державна опера, де відбулася світова прем'єра.

## Дійові особи
| Роль                                                          | Тип голосу         | Прем'єрський склад, 20 червня 1969 (Диригент: Генрік Чиж) |
| ------------------------------------------------------------- | ------------------ | --------------------------------------------------------- |
| Жанна, настоятелька з монастиря Святої Урсули                 | драматичне сопрано | Тетяна Троянос                                            |
| Клара, сестра Урсули                                          | мецо-сопрано       | Cvetka Ahlin                                              |
| Габріель, сестра Урсули                                       | сопрано            | Хельга Тімі                                               |
| Louise, сестра Урсули                                         | сопрано            | Урсула Безе                                               |
| Філіп, молода дівчина                                         | ліричне сопрано    | Інгеборг Крюгер                                           |
| Нінон, молода вдова                                           | контральто         | Елізабет Штайнер                                          |
| Грандье, вікарій церкви Святого Петра                         | баритон            | Andrzej Hiolski                                           |
| Батько Барре, вікарій                                         | бас                | Bernard Ładysz                                            |
| де Лабордемо, спеціальний уповноважений короля                | тенор              | Хельмут Мельхерт                                          |
| Батько Ранже                                                  | бас-профундо       | Ганс Сотин                                                |
| Батько Міньйон, духовник урсулинок                            | тенор              | Хорст Вільгельм                                           |
| Адам, аптекар                                                 | тенор              | Kurt Marschner                                            |
| Маннурі, хірург                                               | баритон            | Heinz Blankenburg                                         |
| Принц Анрі де Конде, спеціальний посол короля                 | баритон            | William Workman                                           |
| Батько Амвросій, старий священик                              | бас                | Ернст Віман                                               |
| Асмодей                                                       | бас                | Арнольд ван Мілл                                          |
| Бонтемпс, тюремник                                            | бас-баритон        | Карл Шульц                                                |
| д'Арманьяк, градоначальник Лудена                             | розмовна частина   | Йоахим Хесс                                               |
| de Cerisay, міський суддя                                     | розмовна частина   | Rolf Mamero                                               |
| Clerk of the Count                                            | розмовна частина   | Франц-Рудольф Екхардт                                     |
| Монахині-урсулинки, кармеліти, люди, діти, охоронці і солдати |                    |                                                           |

## Інструменти й оркестровка
Струнні
20 скрипок
8 альтів
8 віолончелей
6 контрабасів
Арфа
Бас-гітара
Дерев'яні духові
4 флейти
2 англійських ріжка
Кларнет (E)
Бас-кларнет
2 альт-саксофона
2 баритонових саксофона
3 фагота
Контрафагот
Мідні духові
4 труби (B)
6 валторн
4 тромбона
2 туби
Перкусія
Литаври
Малий барабан
Бас-барабан: Трещотки
Гуїро: Бамбукові скребки
Тарілки
2 там-тама
2 Гонга: Яванський гонг: Трикутник
Оркестрові дзвони
Церковний дзвін: Музична пила
Флексатон: Сирена
Клавішні
Фортепіано
Фісгармонія
Орган

## Записи
- 1971 — Гамбурзький державний філармонічний оркестр, хор і солісти Гамбурзької державної опери. Диригент — Марек Яновський.